# 일반 상대론과 중력
《일반 상대론과 중력》은 월간 동료 평가를 거치는 과학 저널이다. 1970년에 설립되었으며 일반 상대성 이론 및 중력에 관한 국제 학회의 후원으로 슈프링어 사이언스+비즈니스 미디어에서 발행한다. 두 명의 편집장은 파블로 라구나와 마이리 사켈라리아도우이다. 이전 편집자는 조지 엘리스, 헤르만 니콜라이, 압하이 아쉬테카르 및 로이 마텐스 등이 있다. 이 저널의 관심 분야는 일반 상대성 이론과 중력의 모든 이론적 및 실험적 측면을 포괄하는 현대 중력 물리학이다.

## 목표 및 범위
《일반 상대론과 중력》의 목적은 일반 상대성 이론과 중력의 역사를 보급할 뿐만 아니라 교육과 대중의 이해를 통한 대중의 홍보를 포함한다. 이 저널의 또 다른 목표는 수많은 주제에 대한 독창적인 연구를 출판하는 것이다. 관심 주제로는 우주론, 일반 상대성 이론, 중력, 초중력, 양자 중력, 끈 이론 (확장 포함), 상대성 및 이와 관련된 복잡 수학에서의 관측 또는 이론 업적이다.
출판 형식에는 원본 연구 논문, 짧은 커뮤니케이션, 논평, 리뷰 기사 및 서평이 포함된다. 이 저널에는 수학적 결과 및 기법과 함께 저널의 과학 주제와 관련된 수학적 주제도 포함되어 있다.

## 초록화 및 색인화
《일반 상대론 및 중력》은 Academic OneFile, Academic Search, Astrophysics Data System, Compendex, ProQuest, Current Contents /Physical, Chemical and Earth Sciences, Digital Mathematics Registry, INIS Atomindex, Inspec, Mathematical Reviews, Science Citation Index, VINITI 데이터베이스 RAS 및 Zentralblatt MATH 등에서 초록화 및 색인화 작업이 이루어지고 있다.